# بیتریس د البا
بیتریس د البا (انگلیسی: Beatrice De Alba؛ زادهٔ ۱۰ اوت ۱۹۶۴) چهره‌پرداز اهل مکزیک است. وی از سال ۱۹۸۶ میلادی تاکنون مشغول فعالیت بوده‌است.
وی همچنین برندهٔ جوایزی همچون جایزه اسکار بهترین چهره‌پردازی و آرایش مو شده‌است.